# Stratfield Saye

Stratfield Saye é um vilarejo localizado no nordeste de Hampshire, Inglaterra. A residência dos Duques de Wellington, Stratfield Saye House, situa-se no vilarejo.